# Bondi Beach

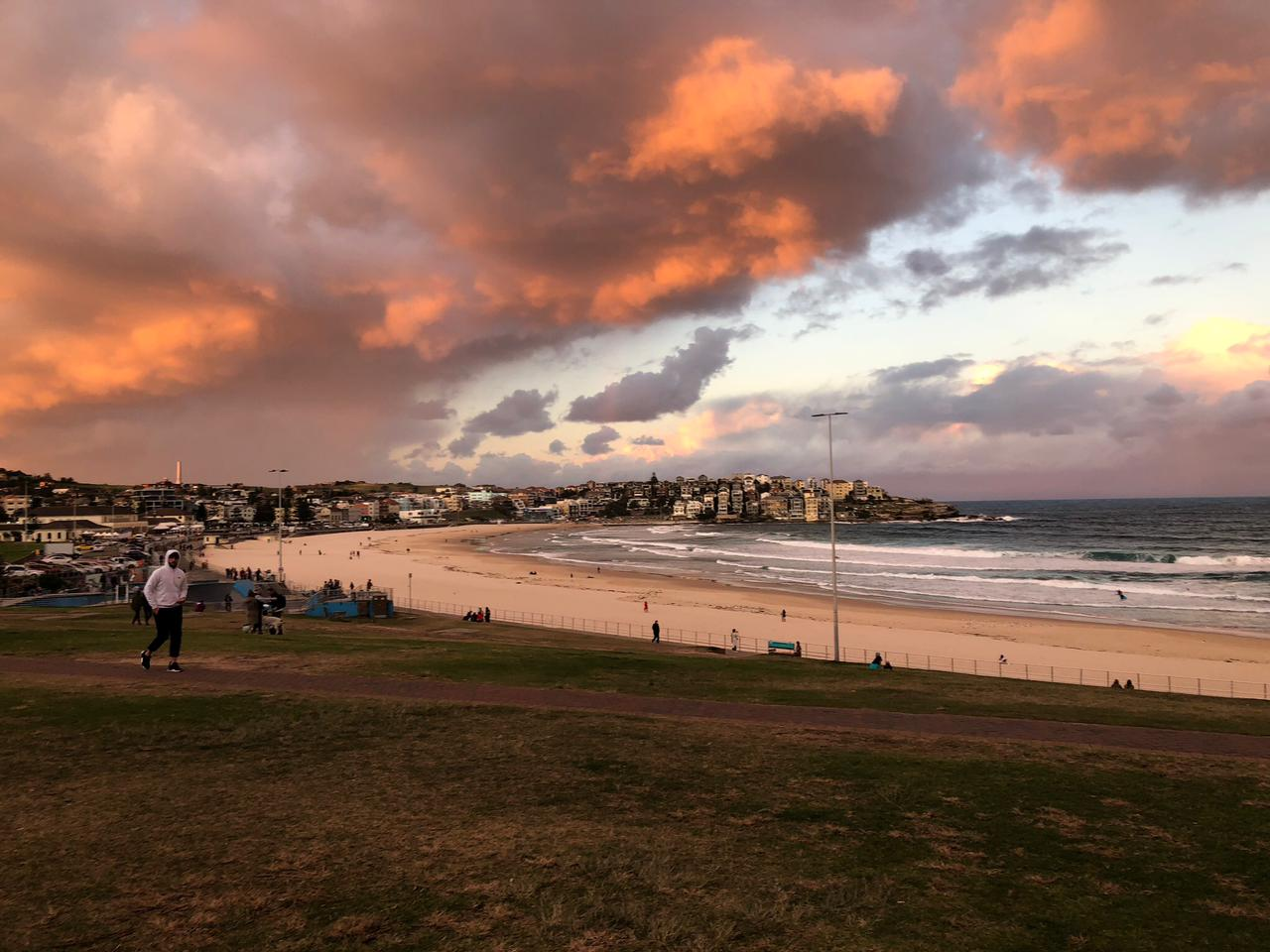
Bondi Beach, popular entre los turistas.

Bondi Beach (/ˈbɒndaɪ biːʧ/) es una popular playa y el nombre del suburbio que la rodea en Sídney, Australia. En el censo de 2006 la población se calculaba en 10.373 habitantes. Bondi Beach se encuentra 7 kilómetros al este del distrito de negocios del centro de Sídney, en la región de gobierno local de Waverley Council, en los Suburbios Orientales. Bondi, North Bondi y Bondi Junction son suburbios vecinos.

## Historia

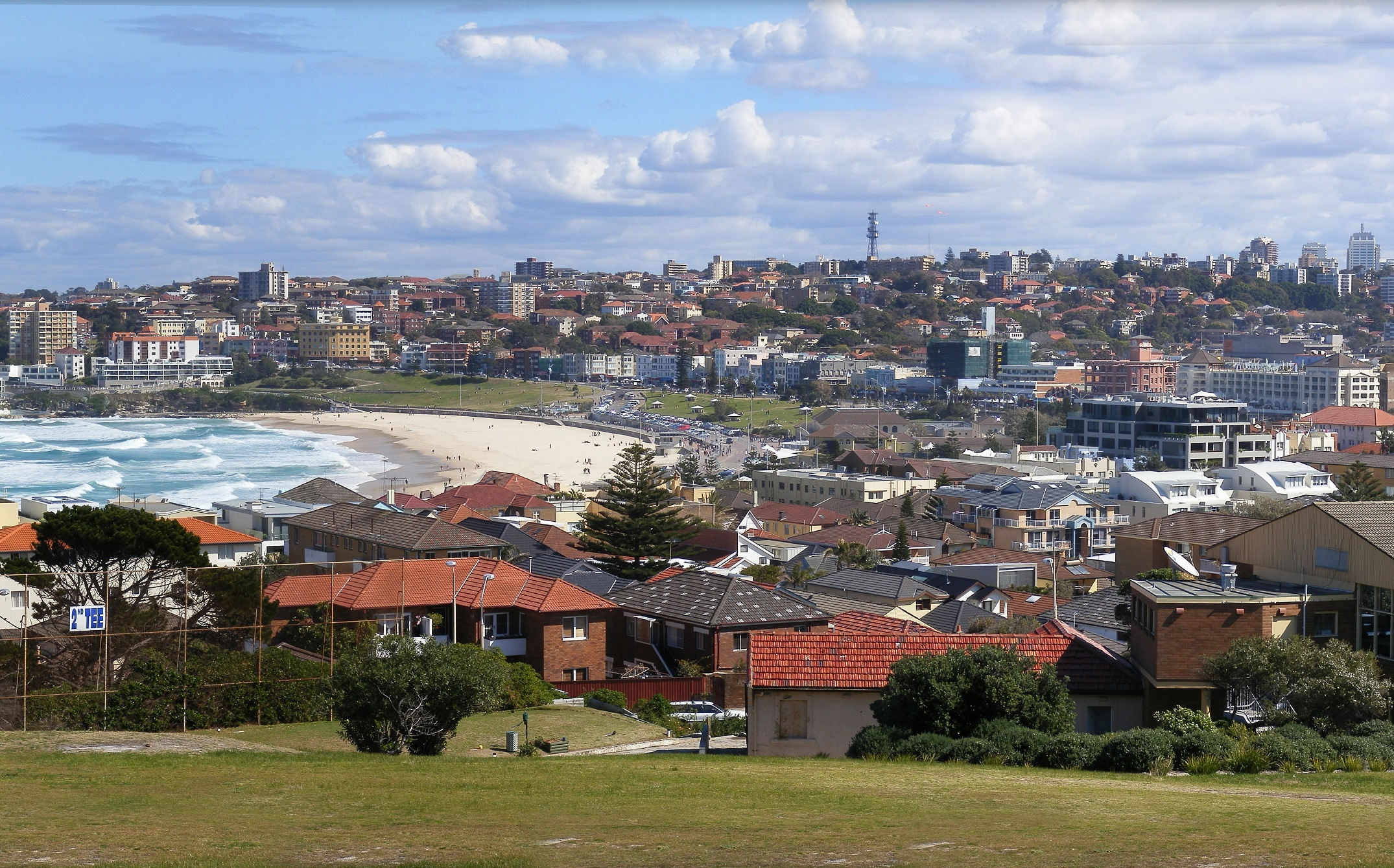
Región de Bondi Beach vista desde North Bondi.

«Bondi» o «Boondi» es una palabra aborigen que significa agua que rompe sobre las rocas o sonido del agua rompiendo en las rocas. El Museo Australiano documenta que Bondi significa lugar donde tuvo lugar un vuelo de grullas. 
En 1809, el constructor de la carretera, William Roberts, recibió una concesión de tierra en la zona. En 1851, Edward Smith Hall y Francis O'Brien adquirieron 809.400 m² de la zona de Bondi que incluía la mayor parte de la fachada de la playa, que fue llamada "La Finca Bondi". Hall era suegro de O'Brien. Entre 1855 y 1877 O'Brien adquirió la participación de su suegro en la tierra, la rebautizó como la "Finca O'Brien" e hizo que la playa y la tierra que la rodeaba estuviera disponible para el público como terreno de pícnic y lugar de entretenimiento. Conforme la playa se fue haciendo progresivamente popular, O'Brien amenazó con detener el acceso público. Sin embargo, el Consejo Municipal creyó que el gobierno tenía que intervenir para hacerla una reserva pública. El 9 de junio de 1882, Bondi Beach se convirtió en una playa pública.[cita requerida]
El 6 de febrero de 1938, 5 personas se ahogaron y alrededor de 250 fueron rescatadas después de que una serie de enormes olas golpearan la playa y empujaran a la gente hacia el mar, un día que pasó a ser conocido como "Domingo negro".
Bondi Beach fue un suburbio de clase trabajadora a lo largo de la mayor parte del siglo XX. Tras la Segunda Guerra Mundial, Bondi Beach y los suburbios orientales se convirtieron en el hogar de emigrantes judíos de Polonia, Rusia, Hungría, Checoslovaquia y Alemania, mientras que una firme corriente de emigración judía continuó hasta el siglo XXI, principalmente desde Sudáfrica, Rusia e Israel, y la zona cuenta por ello con una serie de sinagogas, una carnicería kosher y el Club Hakoah.

## La playa

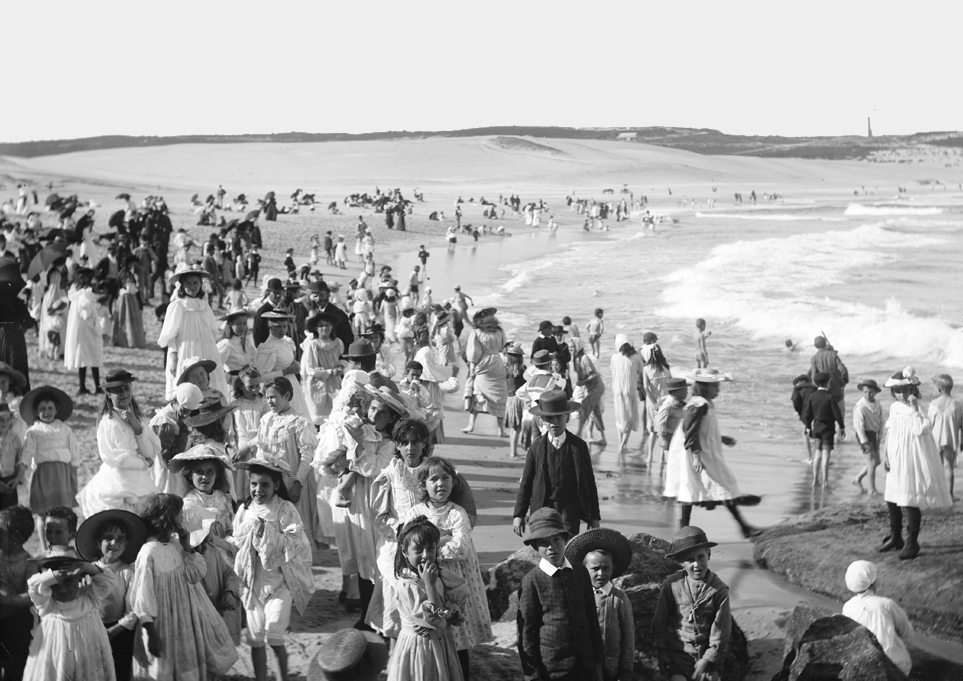
'Bondi Bay', una foto de alrededor del año 1900 del Powerhouse Museum.

Bondi Beach tiene alrededor de un kilómetro de largo y recibe muchos visitantes a lo largo del año. Surf Life Saving Australia le ha dado diferentes clasificaciones de riesgo para el 2004. Mientras que el extremo septentrional ha sido calificado con un suave 4 (siendo el 10 la más peligrosa), el lado meridional está considerado como 7 debido a su famosa corriente tipo rip conocida como el "Backpackers' Express" (Expreso de los Mochileros) debido a su proximidad a la parada de autobús, y la falta de deseo de los turistas de caminar la longitud de la playa a una forma de nadar más segura. El extremo meridional de la playa está, generalmente reservado para el surf. Las banderas amarilla y roja definen las zonas seguras para nadar, y se aconseja nadar entre ellas.  
Hay una red para tiburones submarina compartida, durante los meses de verano, con otras playas a lo largo de la parte sur de la costa. Se han visto en la bahía ballenas y delfines durante los meses de migración. Los pingüinos azules no son frecuentes, aunque a veces se les ha visto nadando cerca de la orilla.
Bondi Beach fue añadida a la Lista del Patrimonio nacional australiano en 2008.

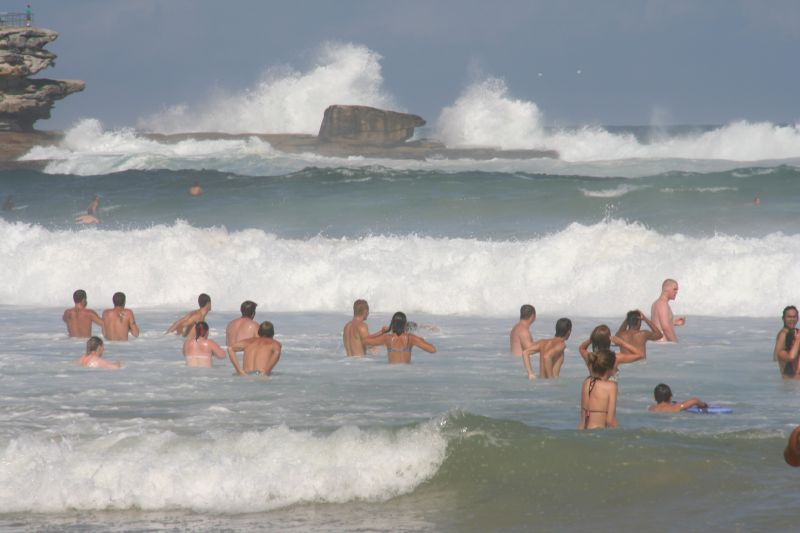
En las olas de Bondi Beach, 2006.